# Élections sociales (Belgique)
Pour l’article homonyme, voir Élections sociales.
Les élections sociales sont des élections organisées tous les quatre ans dans les entreprises belges comptant au moins 50 travailleurs. Elles sont organisées depuis 1950. Elles ont pour objectif d’élire des délégués du personnel pour le Comité de prévention et de protection au travail (CPPT) et/ou le Conseil d’entreprise (CE).

## Déroulement
Tous les travailleurs peuvent participer aux élections sociales, mais doivent se porter candidat par le biais de l’un des trois syndicats (FGTB, CSC ou CGSLB) représentatifs. Ces syndicats doivent présenter trois listes pour le CPPT : une liste pour les ouvriers, une pour les employés et une pour les jeunes travailleurs (si 25 travailleurs de moins de 25 ans sont employés). Il en va de même pour le conseil d’entreprise, mais là, une quatrième liste doit encore être présentée pour les cadres (si au moins 15 cadres sont employés). Cette dernière liste peut être présentée par les syndicats ou par la Confédération nationale des cadres (CNC). Les CPPT sont installés dans les entreprises employant au moins 50 travailleurs, les entreprises avec 100 travailleurs ou plus étant obligées de créer un comité d’entreprise. Lors des dernières[Lesquelles ?] élections sociales, des délégués ont été élus pour environ 9 000 organes dans ± 6 000 entreprises.
Dans la mesure du possible, les syndicats doivent garantir la diversité (genre, différentes sections de l’entreprise, ethnicité) sur les listes. De plus, un candidat doit être travailleur dans l’entreprise concernée, avoir 6 mois d’ancienneté ininterrompue au jour des élections et appartenir à la catégorie de travailleurs pour laquelle il se présente. Enfin, il n’y a pas de condition de nationalité et le personnel dirigeant ainsi que les conseillers en prévention ne peuvent pas se porter candidat.